# IRIS GL
IRIS GL (Integrated Raster Imaging System Graphics Library) es una  API gráfica propietaria creada por Silicon Graphics (SGI) a principios de 1980 para la producción de gráficos 2D y 3D de ordenador en sus estaciones de trabajo gráficas IRIS basadas en IRIX. Más tarde, SGI eliminó su código propietario, reelaboró varias llamadas al sistema y lanzó IRIS GL como OpenGL, estándar de la industria utilizado actualmente.